# Aloys P. Kaufmann
Pour les articles homonymes, voir Kaufmann.
Aloys P. Kaufmann, né le 23 décembre 1902 à Saint-Louis et mort dans cette même ville le 12 février 1984, est le 36e maire de Saint-Louis.
Républicain, il a administré la ville de 1943 à 1949, succédant à William D. Becker (en) après la mort accidentelle de ce dernier. Il officialisera son statut de maire à l'élection suivante pour un mandat complet. Le propre successeur d'Aloys P. Kaufmann est Joseph Darst.
Le mandat d'Aloys P. Kaufmann est marqué par l'agrandissement de l'aéroport international de Lambert-Saint-Louis et des efforts pour l'hygiène (politique de dératisation par exemple).
En date de novembre 2013, il est le dernier maire républicain de la ville.